# Bicknor
Bicknor är en ort och civil parish i grevskapet Kent i sydöstra England. Orten ligger i distriktet Maidstone, cirka 10,5 kilometer nordost om Maidstone och cirka 7 kilometer sydväst om Sittingbourne. Civil parishen hade 89 invånare vid folkräkningen år 2021.